# Дом Аббасий

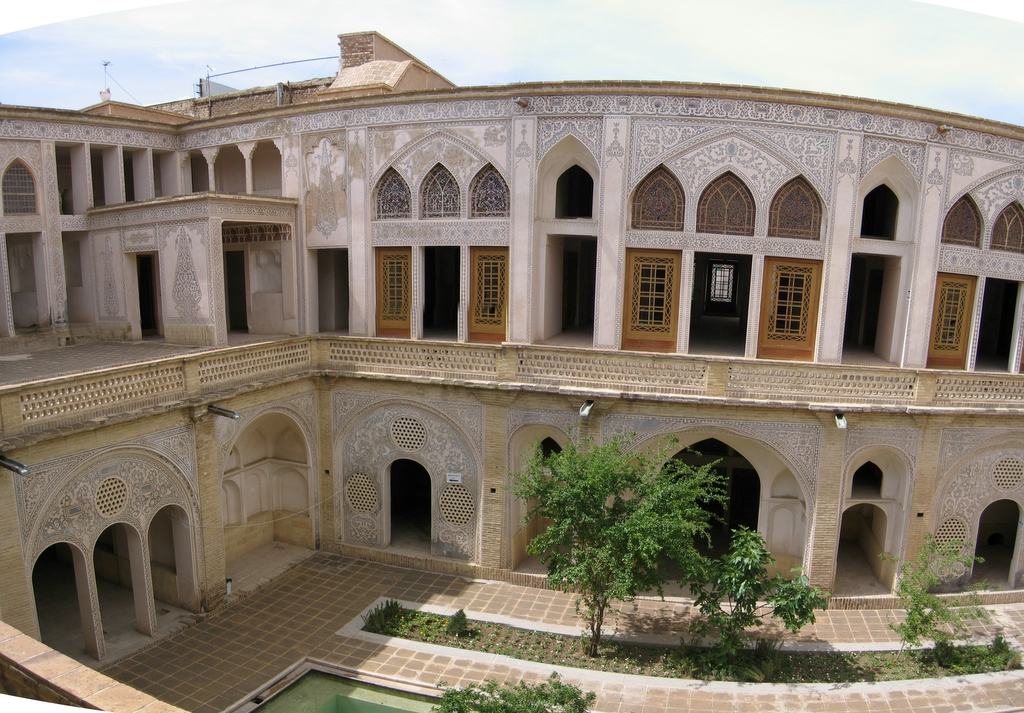
Жилище Аббасий

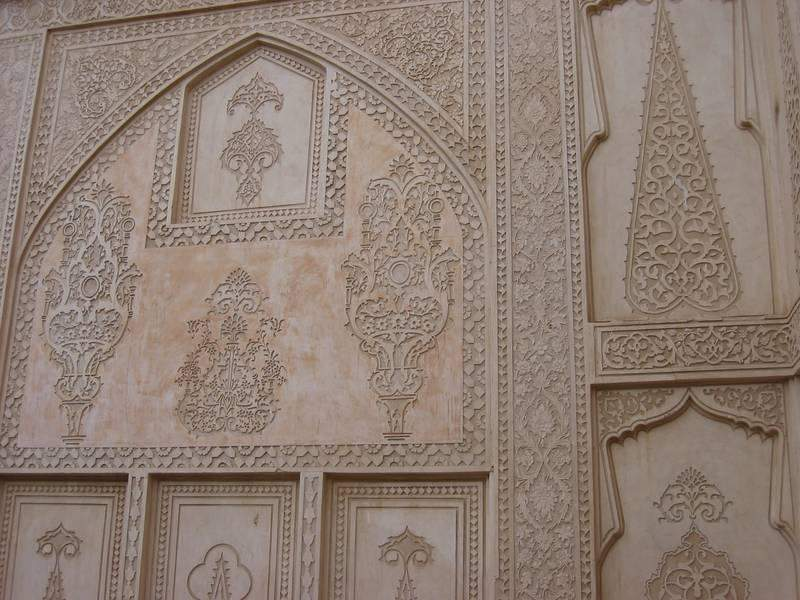
Жилище Аббасий

Дом Аббасий — крупное историческое здание в Кашане, провинция Исфахан, Иран.
Здание было построено в конце XVIII века, является образцом кашанской жилой архитектуры этого периода. По некоторым сведениям, здание принадлежало влиятельному богослову. Дом Аббасий имеет четыре внутренних двора с бассейнами; разные помещения здания были предназначены для разных целей: только для гостей или только для хозяев.
В одной из частей дома был устроен потолок из зеркал, который при искусственном освещении должен был создавать подобие ночного неба со звёздами. Здание богато декорировано: стены украшены резьбой, купол предусматривает лишь косвенное попадание света в жилые помещения, что предотвращает слишком сильное повышение температуры воздуха в них. В здании существуют также тайные ходы, сделанные, возможно, для бегства обитателей здания в случае нападения или чрезвычайной ситуации.
Ныне здание является музеем и охраняется Организацией культурного наследия Ирана.

## Галерея

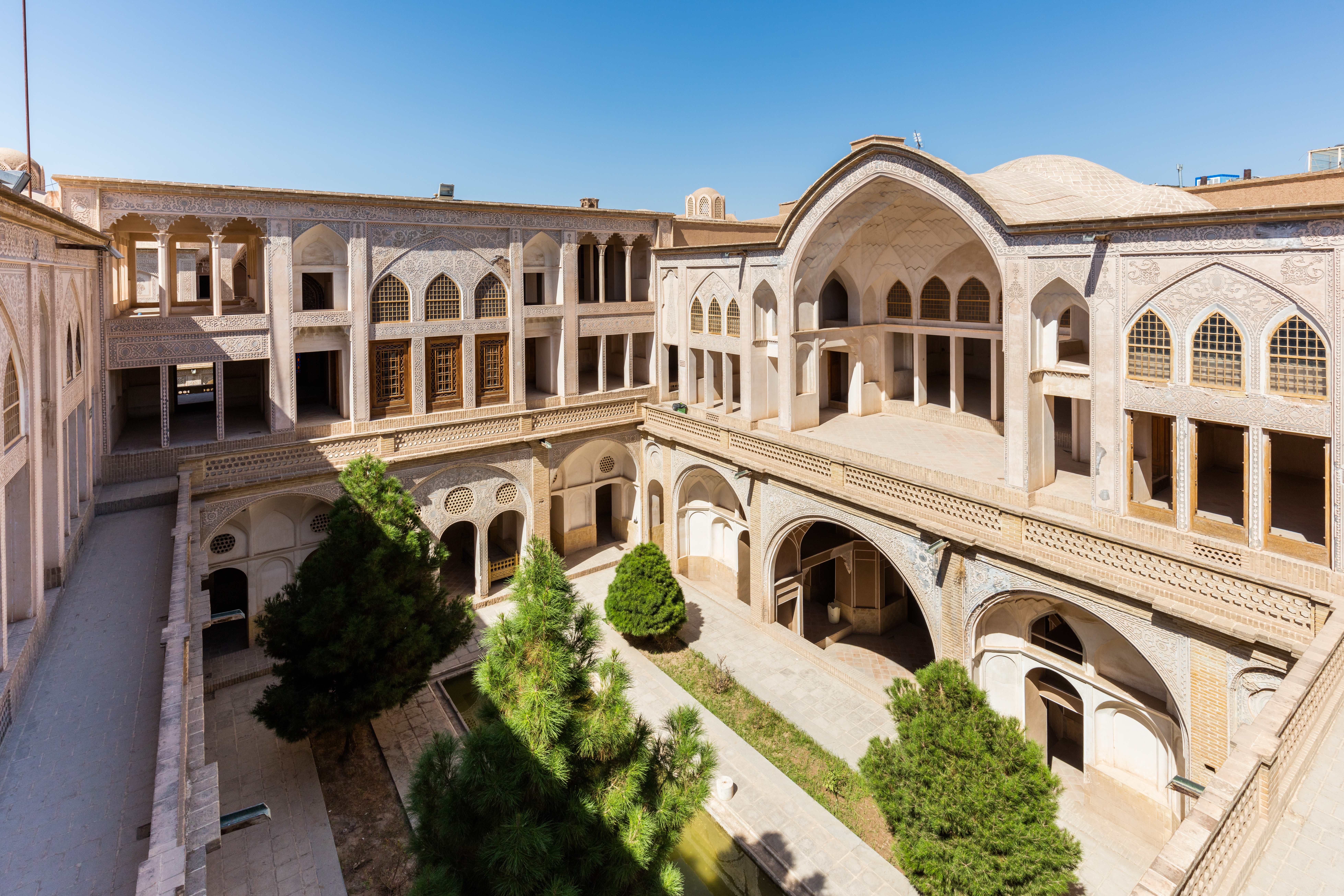
Внешний вид дома Аббасий и его центрального двора.
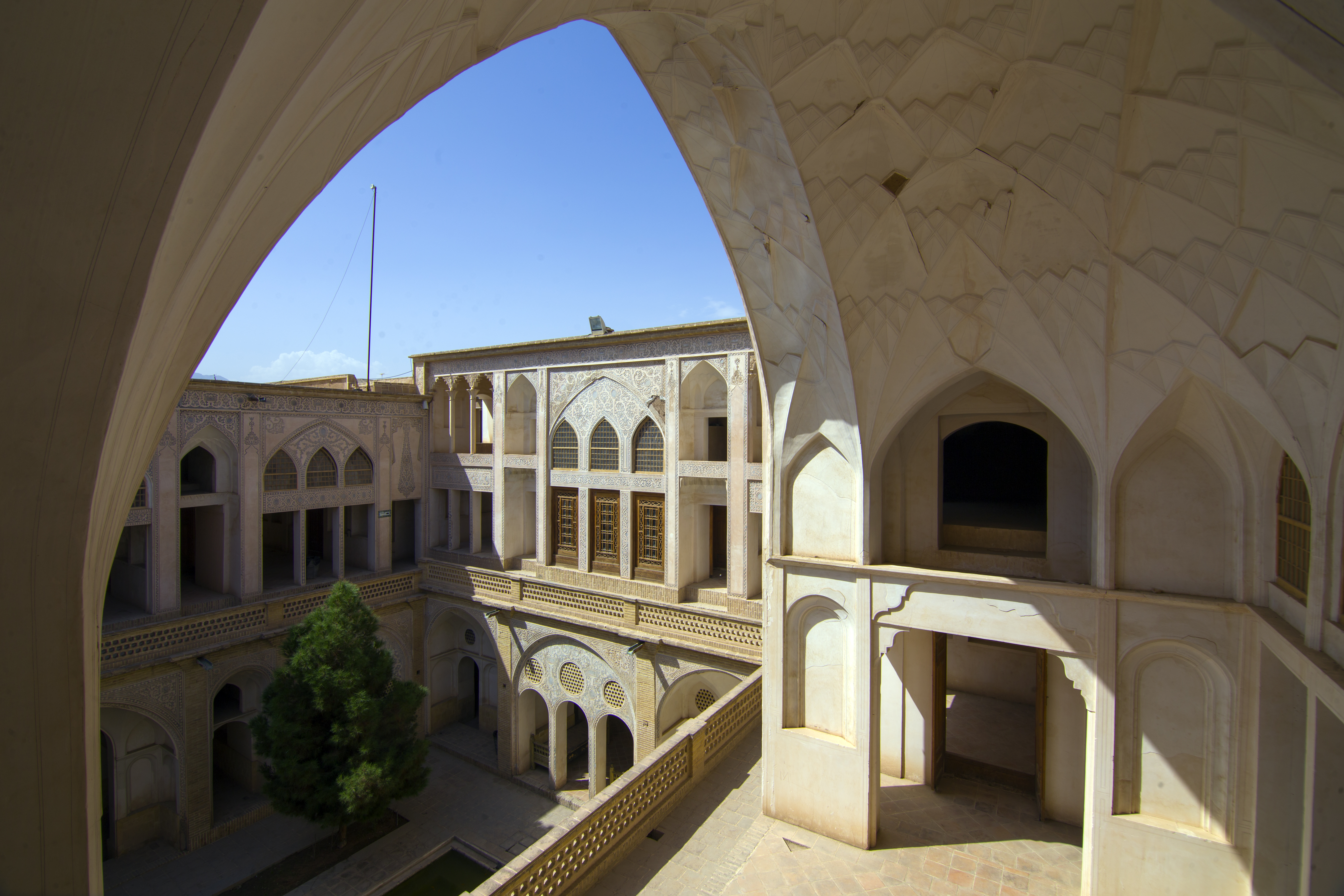
Вид изнутри айвана (балкон) в доме Аббаси.
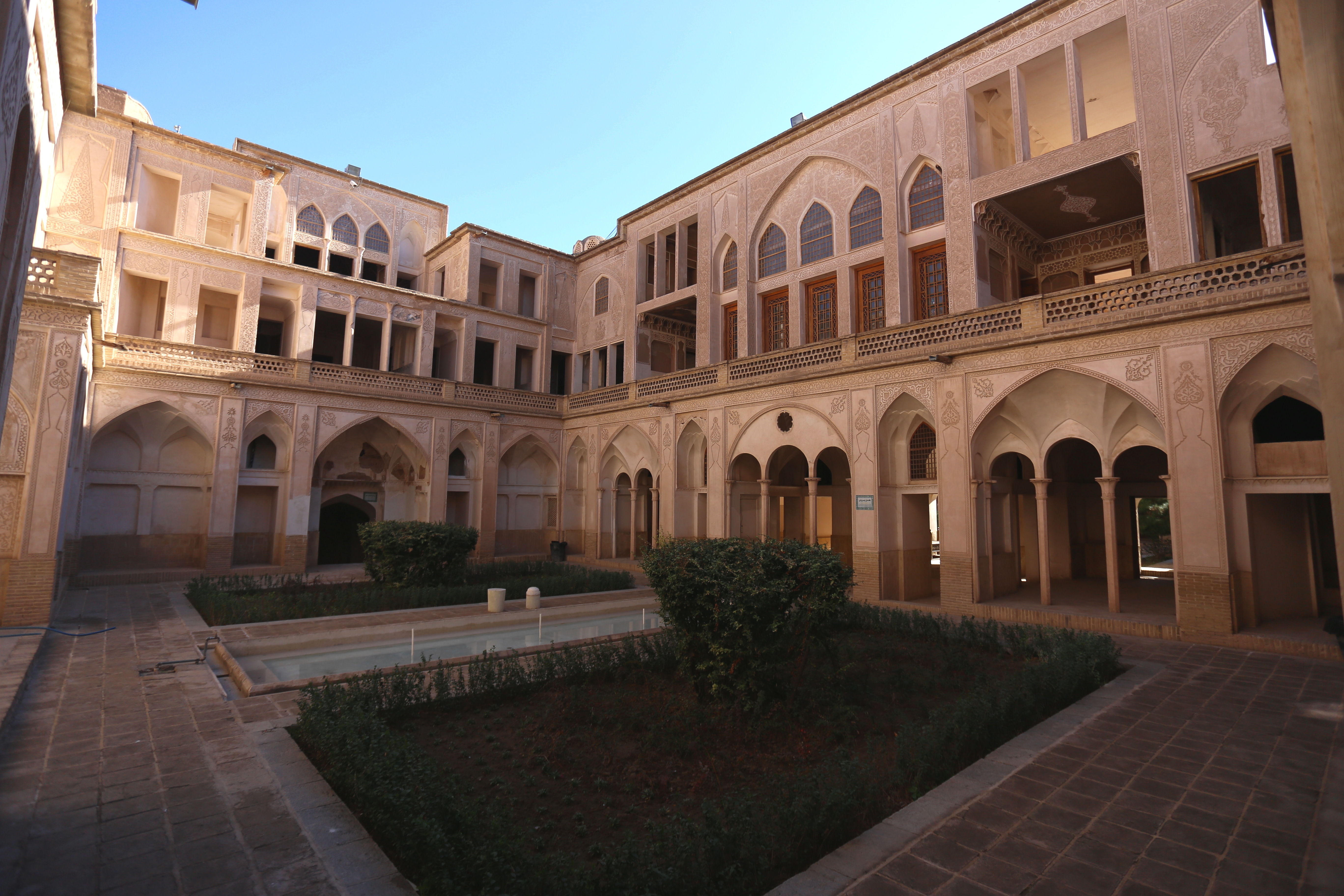
Сады и бассейн в центральном дворе дома Аббасий.
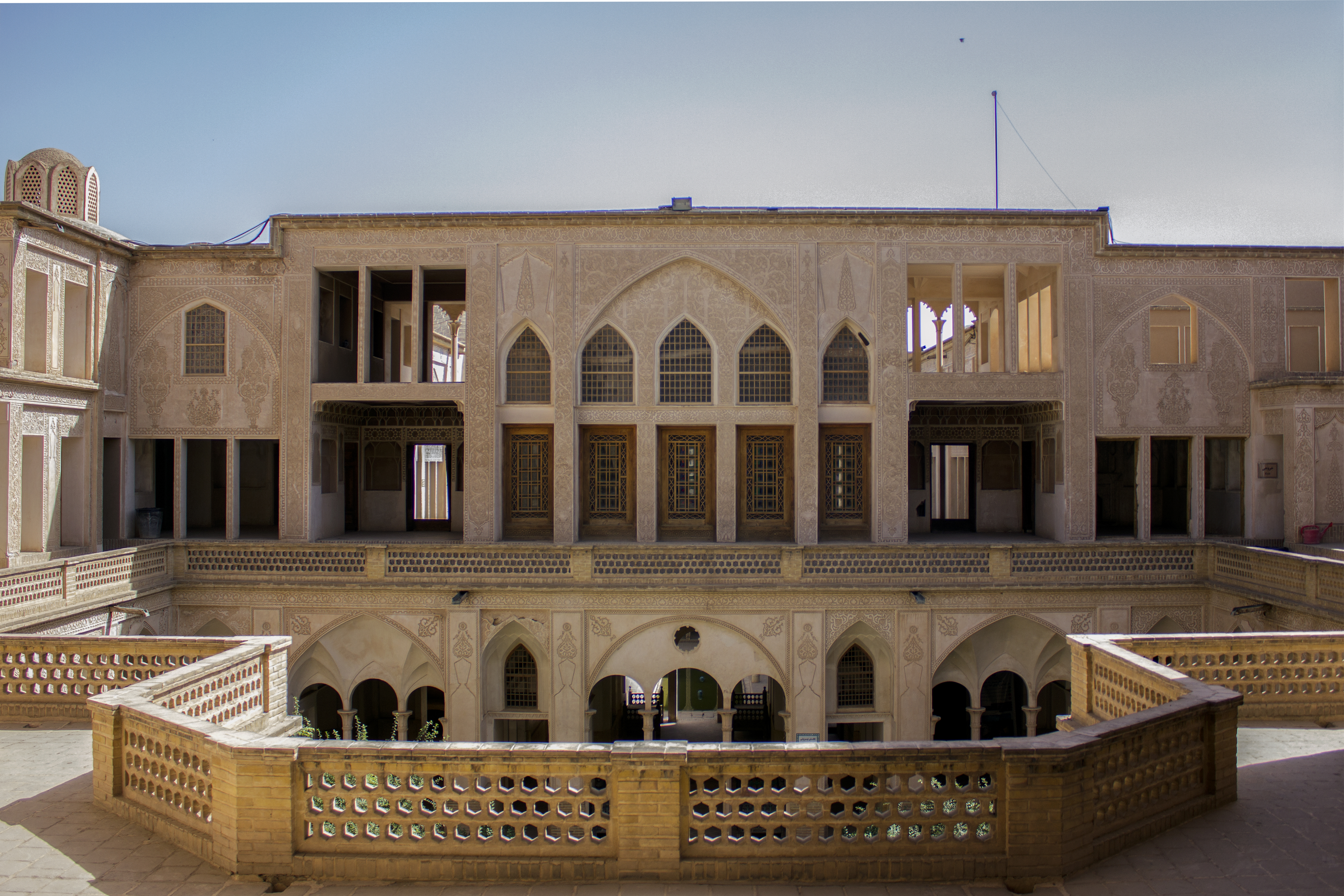
Внешний вид на верхнем этаже дома Аббасий.
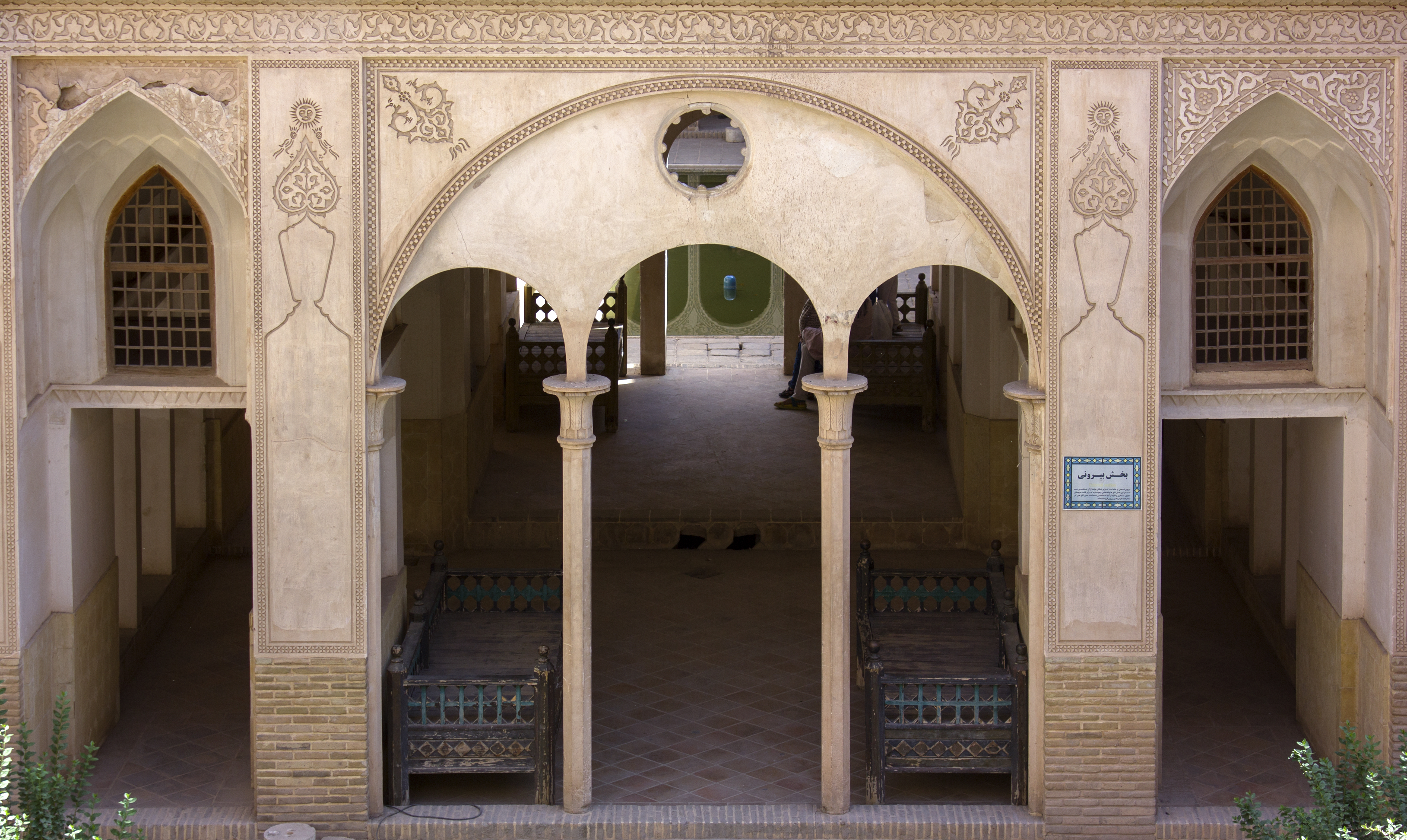
Внешний вид коридоров нижнего этажа внутри дома Аббасий.
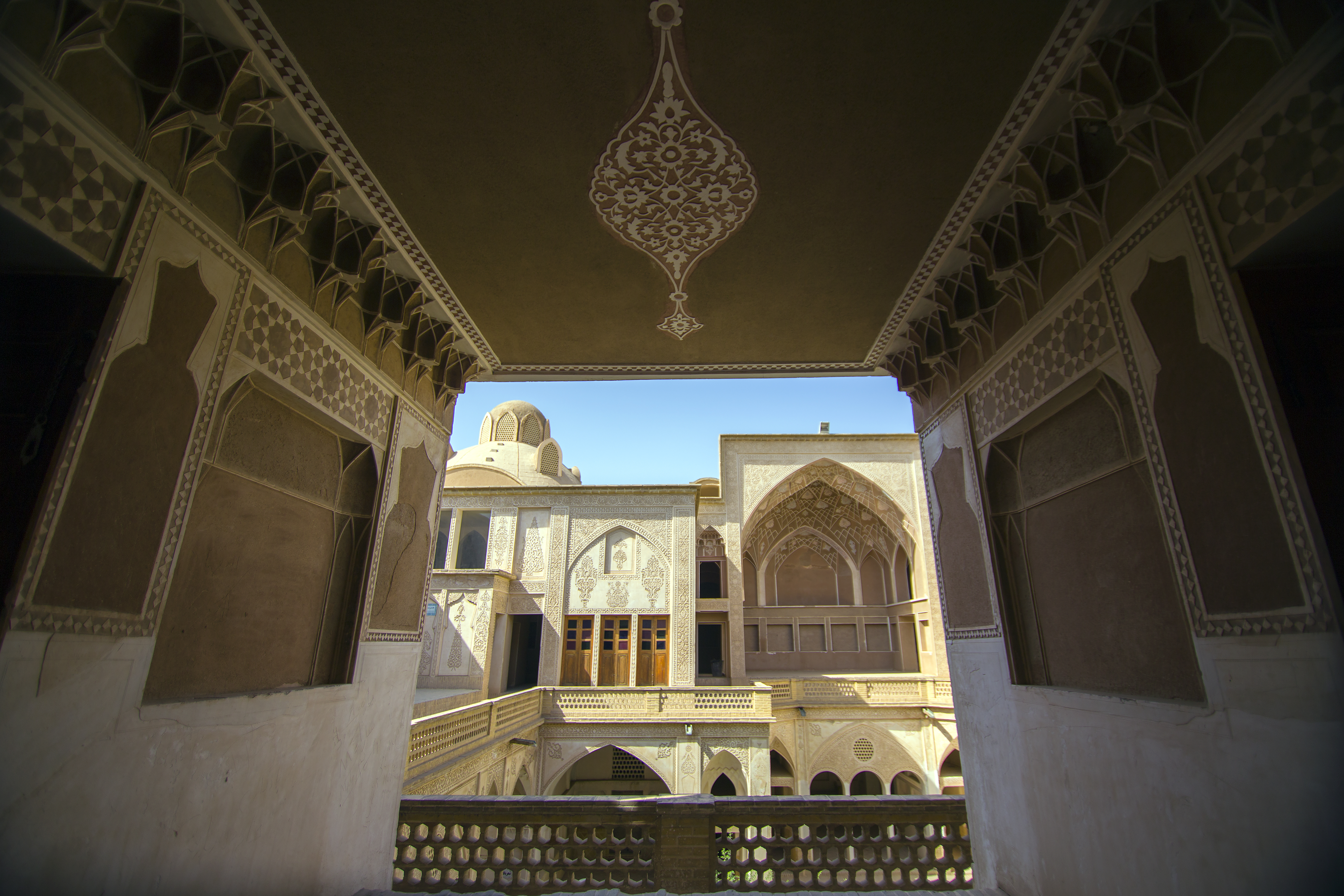
Вид из комнаты на верхнем этаже в доме Аббасий.
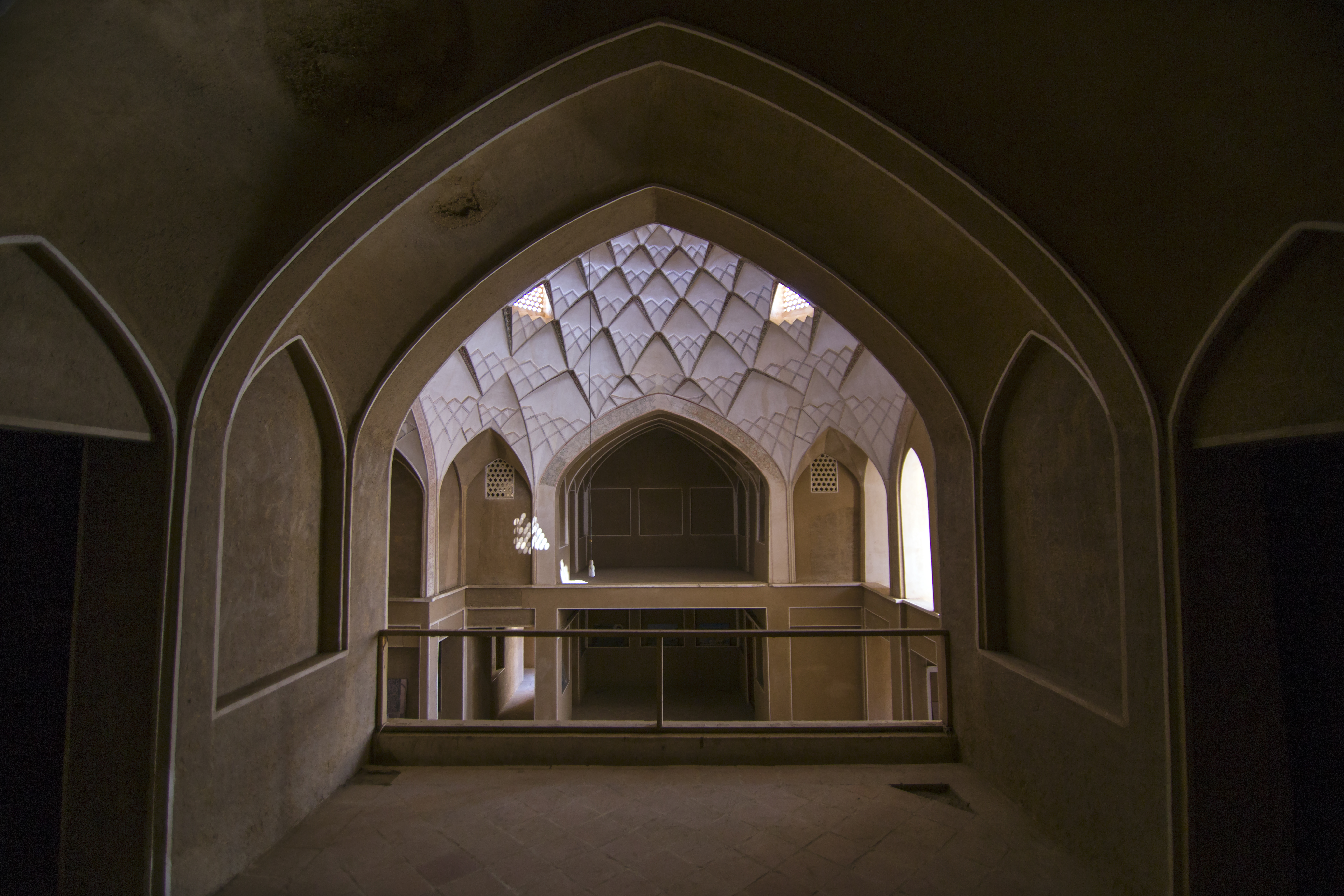
Комнаты на верхнем этаже в доме Аббасий.
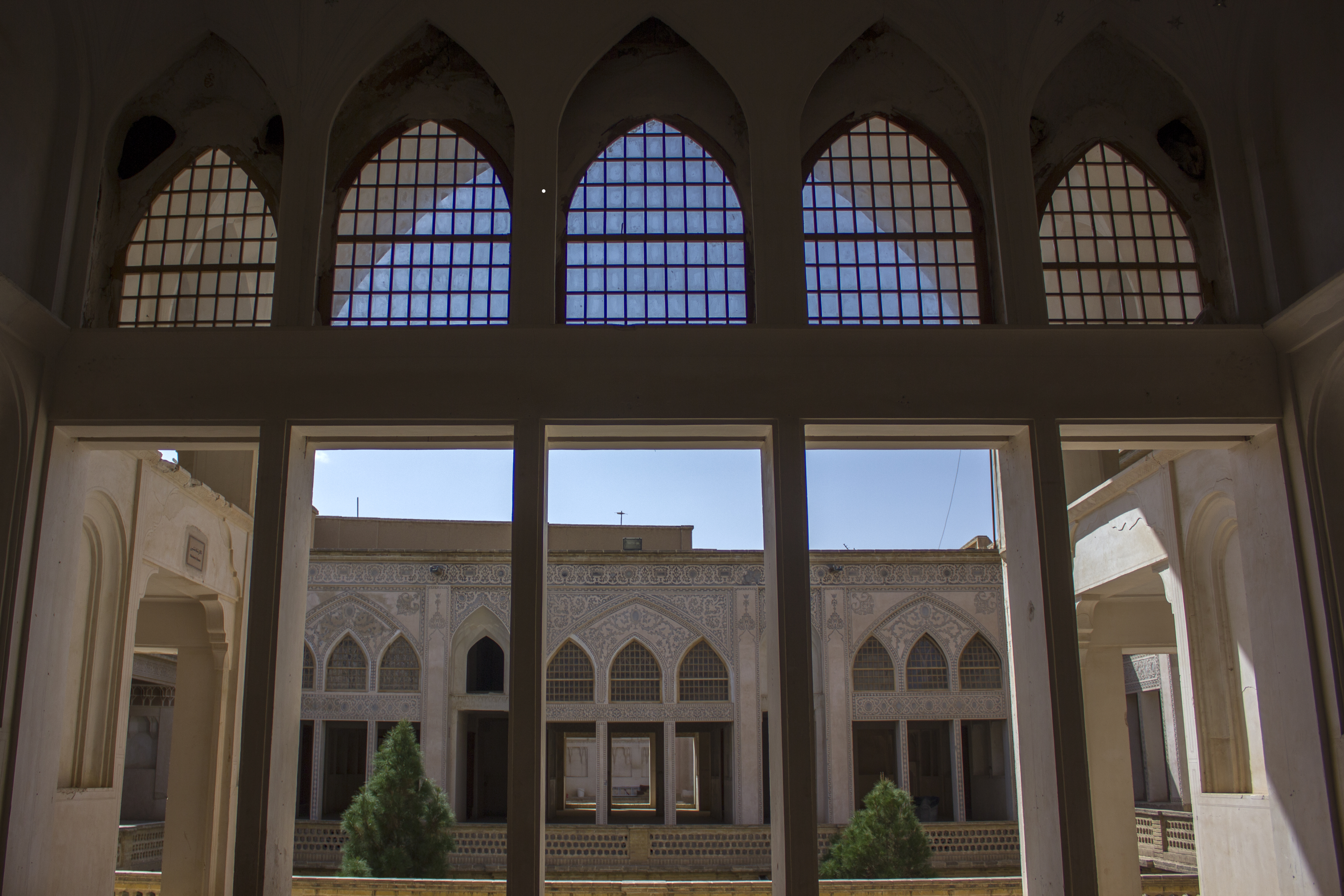
Вид из комнаты на верхнем этаже в доме Аббасий.
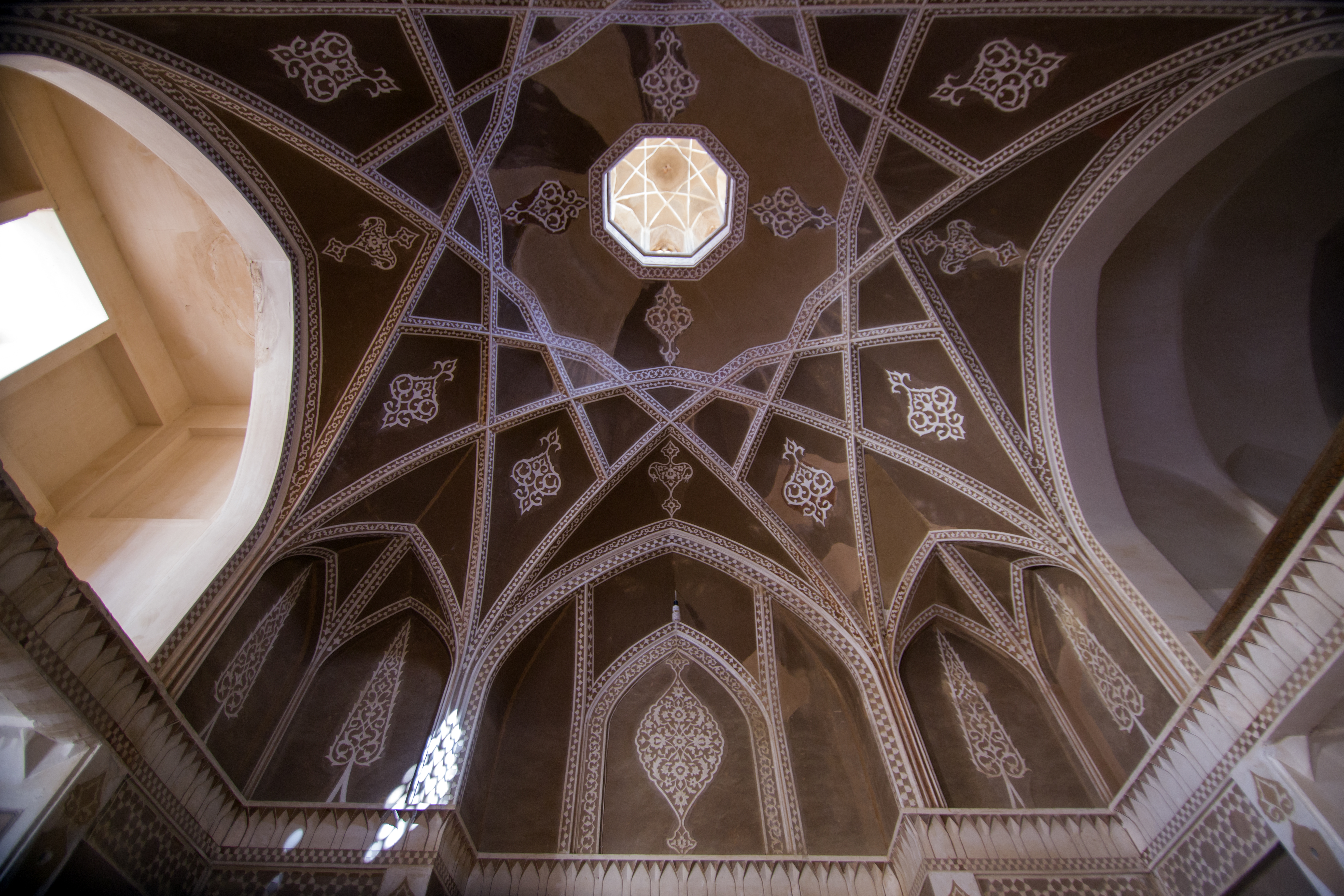
Потолок в доме Аббасий.
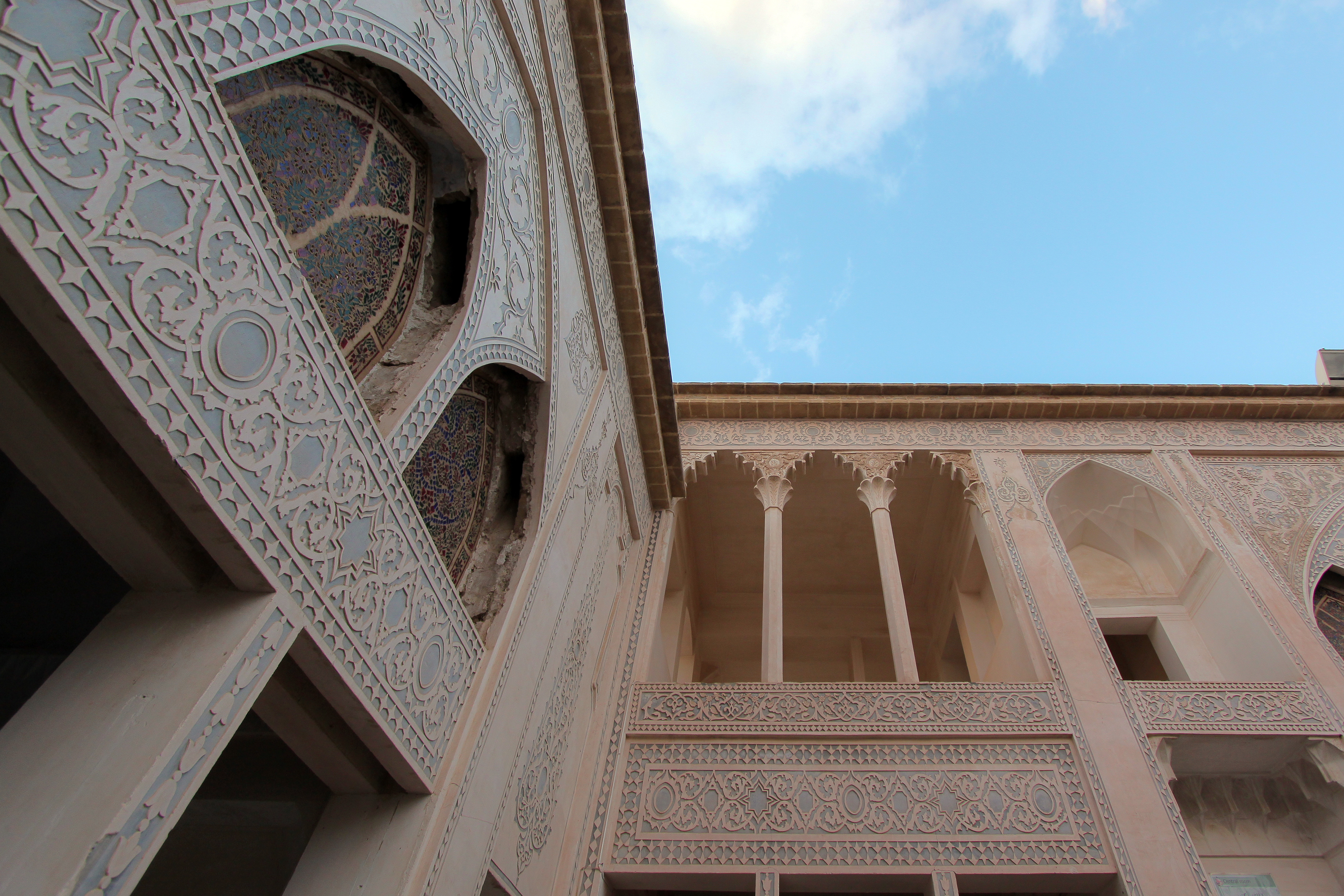
Резные фигурки на внешних стенах дома Аббасий.
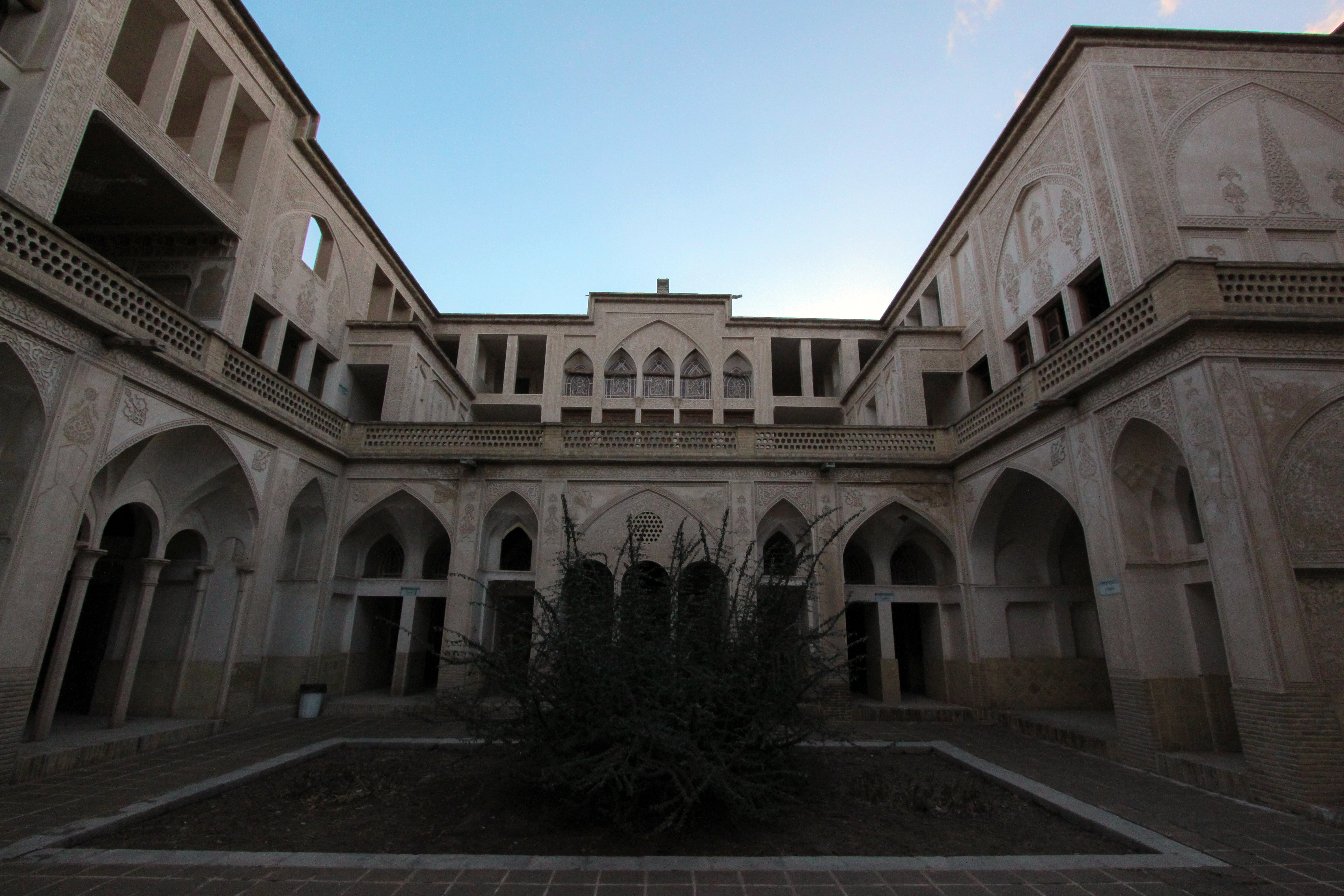
Центральный двор дома Аббасий.
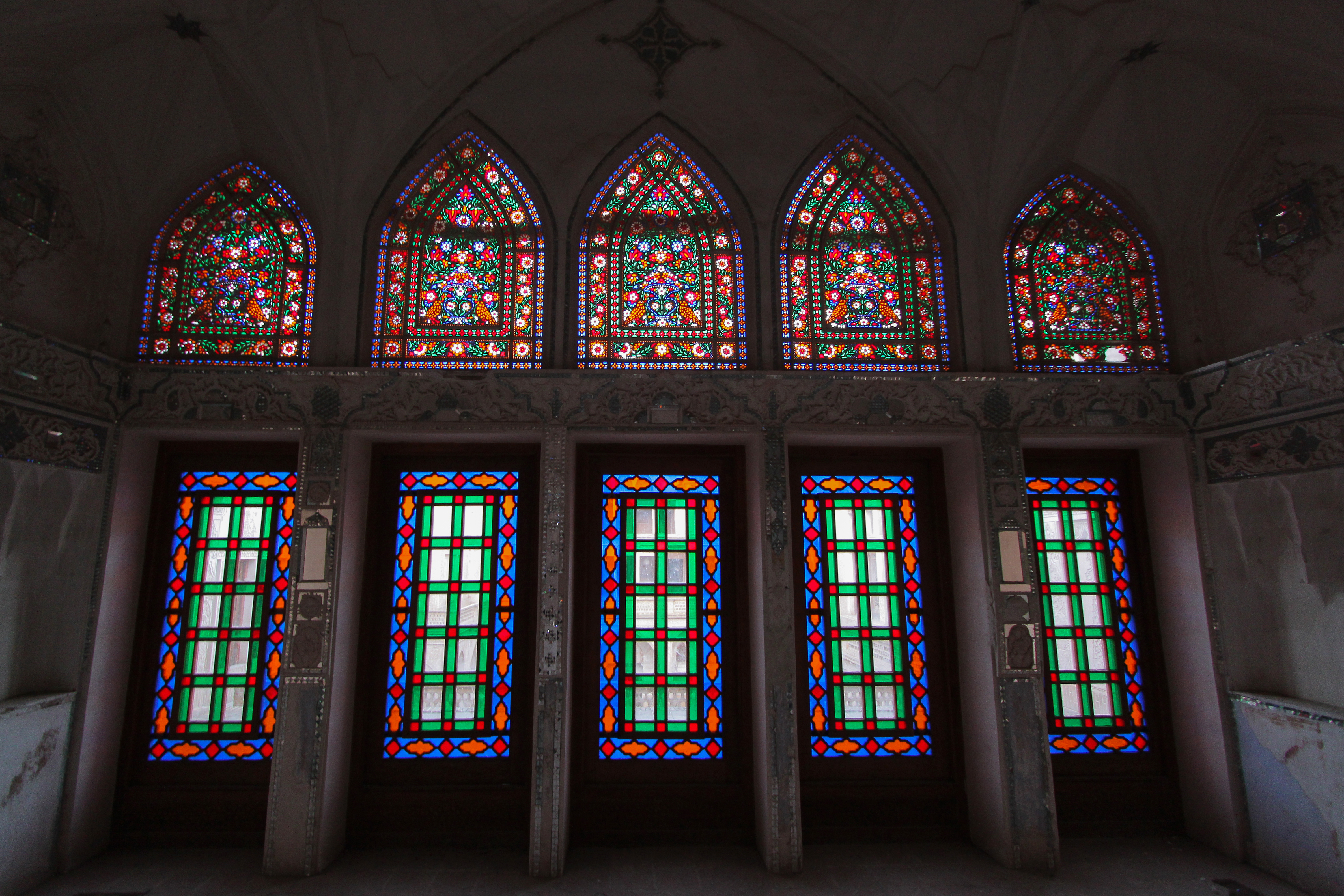
Витражи в доме Аббасий.